# Lycopodiella alopecuroides
Lycopodiella alopecuroides là một loài thực vật có mạch trong Họ Thạch tùng. Loài này được (L.) Cranfill mô tả khoa học đầu tiên năm 1981.

## Hình ảnh

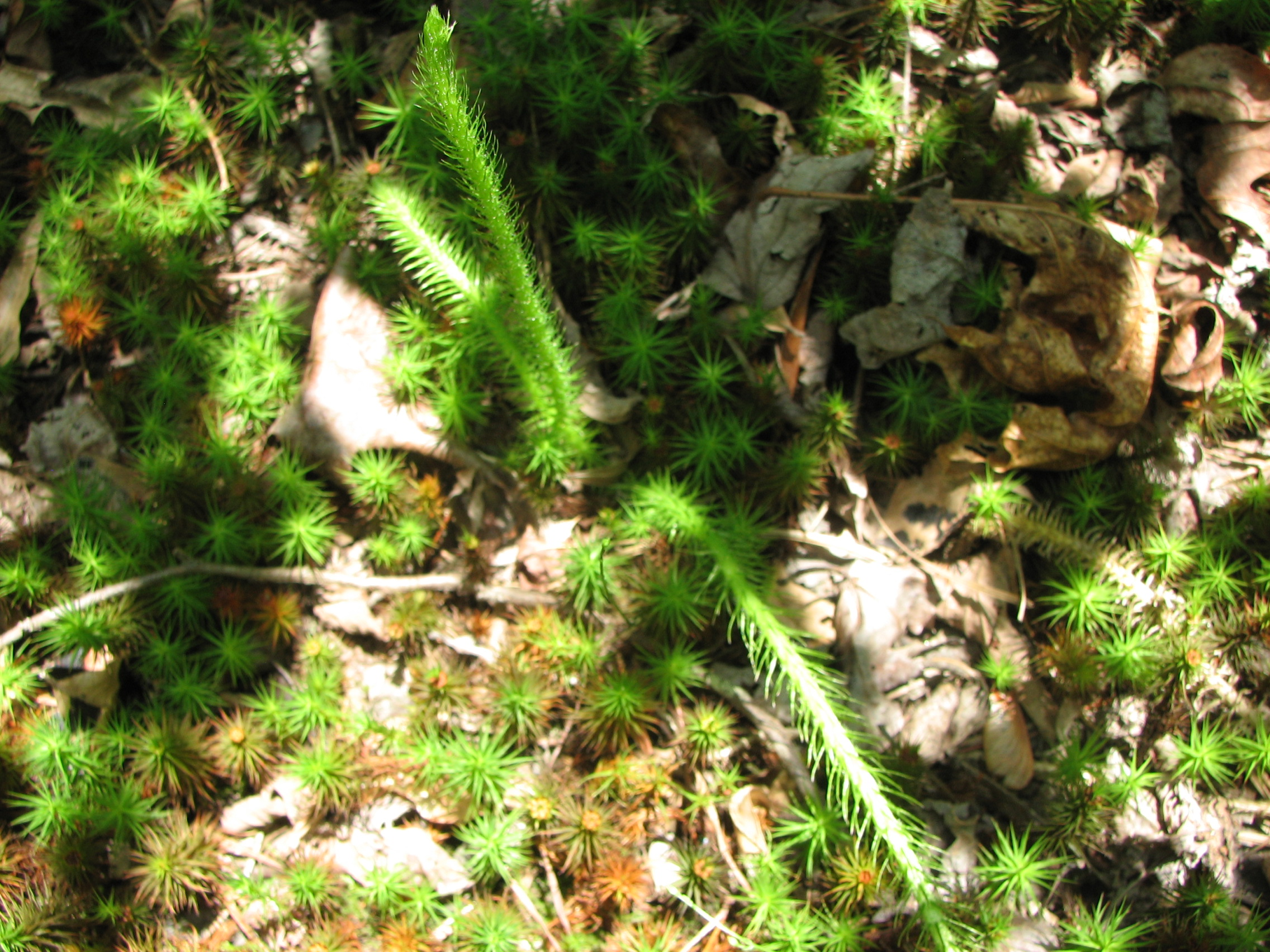
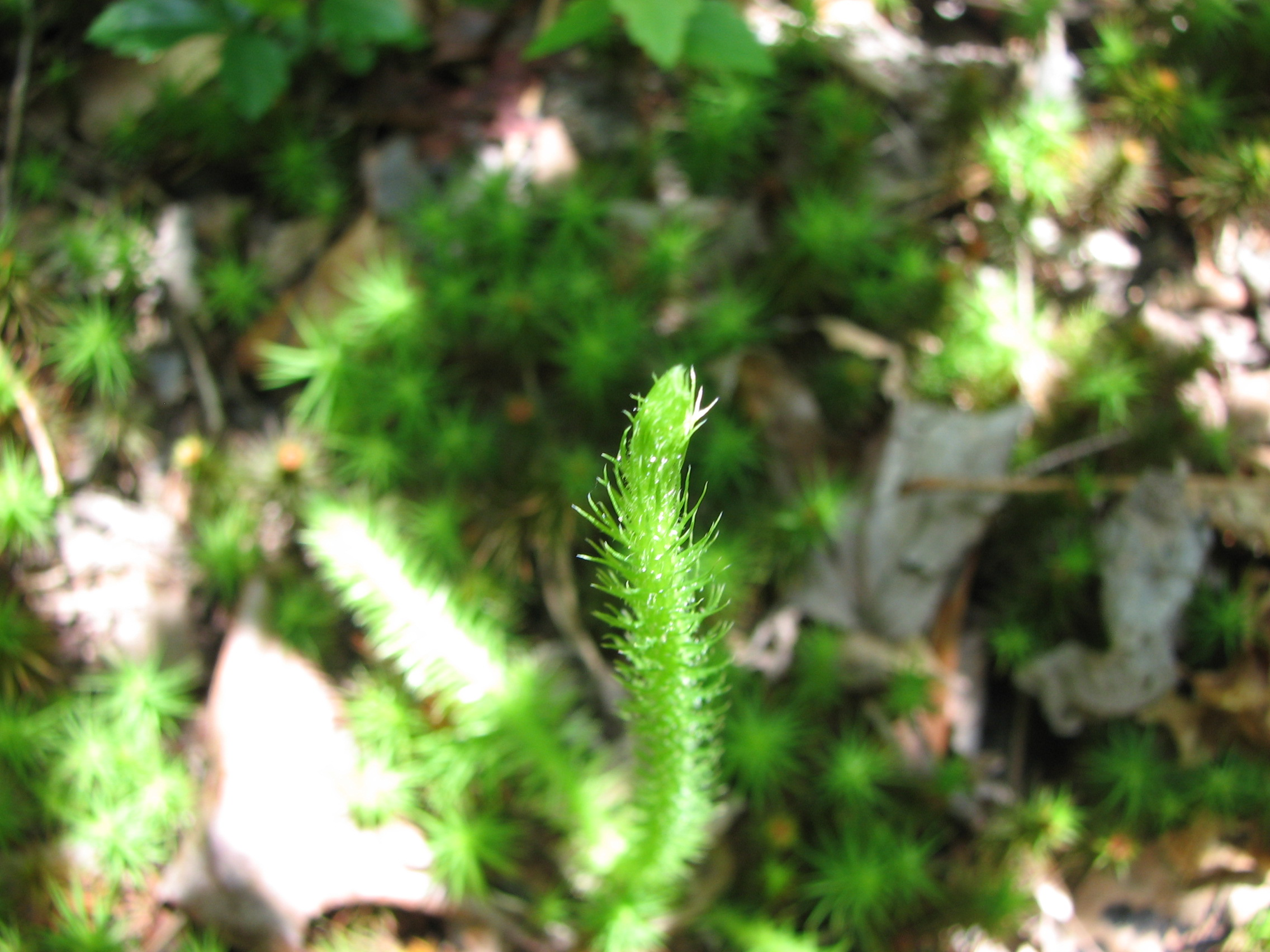